# Aldo Vagnozzi
Aldo Vagnozzi (* 4. Oktober 1925 in Roseto, Italien; † 22. März 2009 in Farmington Hills, Michigan) war ein US-amerikanischer Politiker (Demokratische Partei) aus dem Bundesstaat Michigan.
Vagnozzi wurde in Italien geboren, siedelte aber später in die Vereinigten Staaten über. 1943 verließ er das College, um als Soldat im Zweiten Weltkrieg zu kämpfen. Er diente in Italien, wo er als Dolmetscher für italienische Kriegsgefangene tätig war. 1946 nahm er an der Rückführung der Gefangenen teil. Im selben Jahr beendete er seinen Dienst im Rang eines Sergeants. Vagnozzi kehrte ans College zurück und besuchte die Wayne State University. Dort schloss er 1948 mit einem Bachelor of Arts im Fach Journalismus ab. Während seiner Collegezeit gab er den preisgekrönten Daily Collegian heraus. Nach dem College war er Herausgeber der Michigan State AFL-CIO News und der Detroit Labor News.
Vagnozzi war von 1969 bis 1973 Mitglied des Farmington School Board. 1987 wurde er in den Stadtrat von Farmington Hills gewählt; von 1995 bis 1999 war er Bürgermeister. Vagnozzi trat 2000 erfolglos bei der Wahl zum Repräsentantenhaus von Michigan an: Mit 48 Prozent der Stimmen unterlag er dem Republikaner Andrew Raczkowski, der 52 Prozent erhielt. 2002 trat er erneut an und gewann mit 52 Prozent der Stimmen gegen die Republikanerin Valerie Knol. 2004 und 2006 wurde er jeweils mit deutlicher Mehrheit wiedergewählt. Im State House repräsentierte er den 37. Wahlbezirk, der im Oakland County angesiedelt ist und die Städte Farmington Hills und Farmington umfasst. Vagnozzi war er im Parlament Mitglied des einflussreichen Bewilligungsausschusses. Bei der Präsidentschaftswahl 1992 saß er für Michigan im Electoral College, das den Demokraten Bill Clinton zum neuen US-Präsidenten wählte.
Aldo Vagnozzi war mit Lois Carl bis zu ihrem Tod 1999 verheiratet. Sie hatten vier Kinder und sieben Enkel. Er war Mitglied der St. Alexander’s Catholic Church. Vagnozzi starb am 22. März 2009 an den Folgen einer Krebserkrankung.